# Prochaetodermatidae
Prochaetodermatidae är en familj av blötdjur. Prochaetodermatidae ingår i klassen maskmollusker, fylumet blötdjur och riket djur. Enligt Catalogue of Life omfattar familjen Prochaetodermatidae 4 arter.
Kladogram enligt Catalogue of Life:
| Prochaetodermatidae | \| \| Prochaetoderma \| \| \| \| \| \| Spathoderma \| \| \| \| |
|                     | \| \| Prochaetoderma \| \| \| \| \| \| Spathoderma \| \| \| \| |
|                     | Cavibelonia                                                    |
|                     |                                                                |
|                     | Chaetodermatidae                                               |
|                     |                                                                |
|                     | Limifossoridae                                                 |
|                     |                                                                |
|                     | Neomeniamorpha                                                 |
|                     |                                                                |
|                     | Pholidoskepia                                                  |
|                     |                                                                |
|                     | Prochaetoderma                                                 |
|                     |                                                                |
|                     | Spathoderma                                                    |
|                     |                                                                |

|  | Prochaetoderma |
|  |                |
|  | Spathoderma    |
|  |                |